# شهرستان شینجیان
شهرستان شینجیان (به لاتین: Xinjian District) یک شهرستان‌های جمهوری خلق چین و ناحیه (چین) در چین است که در نانچانگ واقع شده‌است.